# Mohr’sches Heim

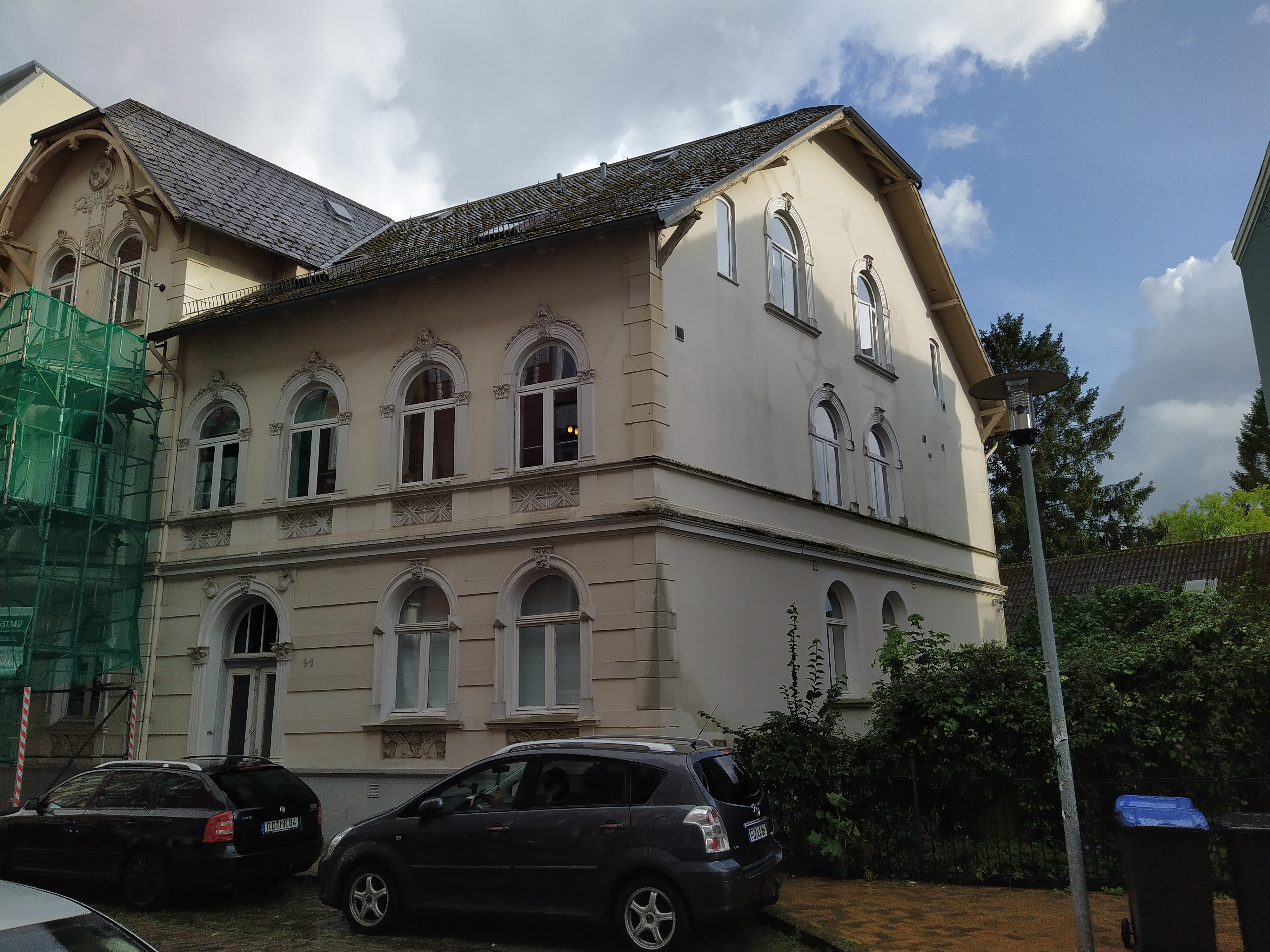
Schloßstraße 41 (2023)

Das Mohr’sche Heim in Flensburg-Duburg ist ein ehemaliges Stiftungsgebäude in der Schloßstraße 41. Es gehört zu den Kulturdenkmalen der Stadt.

## Hintergrund
Nach dem Deutsch-Dänischen Krieg (1864) und der Einrichtung der preußischen Provinz Schleswig-Holstein (1867) hatte die Preußenzeit Flensburgs begonnen. 1871 folgte die Deutsche Reichsgründung, die Kaiserzeit (1871–1818) begann. Vermutlich in dieser Zeit, den 1870er Jahren, entstand ein eingeschossiger Vorgängerbau des Mohr’schen Heims, welcher als Wohnhaus diente. 1903 wurde besagter Vorgängerbau durch den Maurermeister Martin Jensen schließlich zum Stiftungshaus  Mohr’sches Heim umgebaut. In der Stadt wurden im Laufe der Zeit eine ganze Anzahl von Stiftsgebäuden errichtet, wie beispielsweise das Munketoftstift in der Flensburger Innenstadt, das Rönnenkamp-Stift in Fruerlund oder auch das unweit in der Ritterstraße befindliche Plaetner Heim.
Der freistehende, zweigeschossige Putzbau besitzt keine vollständig quadratische Form, da er an den Straßenverlauf der Schloßstraße angepasst wurde. Die Straßenfront des Gebäudes befindet sich somit auf einer Linie mit denen der Nachbarhäuser. Insgesamt ist die Straßenfassade aufwendig gegliedert. Auf der linken Seite der Fassade befindet sich ein Seitenrisalit mit Zwerchhaus. Das Pfettendach des Stiftungsbaus wurde mit Schiefer gedeckt. Seit 1921 dient das Mohr’sche Heim als Mehrfamilienhaus. Durch ein Protokoll zu einer Sitzung der Ratsversammlung vom 12. Mai 1977 ist überliefert, dass zu dieser Zeit im Stift Mohr´sches Heim einige Umbauarbeiten stattfanden.